# Luis Quinn

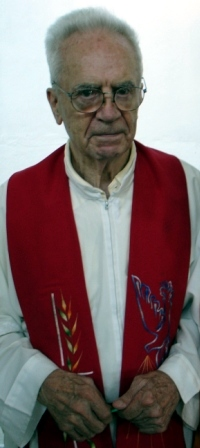
Padre Luis Quinn. El Protector de los Pobres.

Luis José Quinn Cassidy, CM, SFM. Sacerdote misionero domínico-canadiense, miembro de la Iglesia católica romana. Nació en Newcastle, Inglaterra, el 12 de enero de 1928 y falleció en Fort Lauderdale, Florida, Estados Unidos, el 11 de octubre de 2007. Llamado el "Protector de los Pobres" ("Priest of the Poor"), el "Guayacán" y el "Protector de la provincia de San José de Ocoa" Los canadienses lo apodaban Lou, father Lou o Lou Quinn.

## Antecedente: la Sociedad de Scarboro
La Sociedad de las Misiones Extranjeras de Scarboro (Scarboro Foreign Mission Society) es una organización misionera católica fundada en Canadá en 1918 por el padre John Mary Fraser. El propósito principal de la sociedad es evangelizar y promover el desarrollo social y económico en diversas partes del mundo, con un enfoque particular en Asia y América Latina y el Caribe.
John Mary Fraser, un sacerdote diocesano de Toronto, estableció la sociedad inicialmente como una respuesta a la llamada del Papa Benedicto XV en 1919 para una mayor participación misionera de la Iglesia en todo el mundo. Inspirado por su experiencia en China, Fraser fundó la sociedad en Almonte, Ontario, antes de trasladar su sede a Scarborough, un suburbio de Toronto, en 1921.
La primera misión de la sociedad fue en China, donde los misioneros trabajaron principalmente en las provincias de Honan (Henan) y Tientsin (Tianjin). Durante las décadas siguientes, la sociedad amplió sus actividades a otras regiones, incluyendo Japón, Filipinas y América Latina y el Caribe.
En la década de 1940, la sociedad comenzó a enviar misioneros a América Latina y el Caribe, incluyendo países como República Dominicana, Guyana y Brasil. Está documentada la presencia de misioneros de Scarboro desde los años de 1940 en San José de Ocoa y otras partes de República Dominicana. Estos misioneros se involucraron en una variedad de proyectos, desde el desarrollo comunitario hasta la educación y la salud, trabajando en colaboración con las comunidades locales para abordar las necesidades sociales y espirituales.
El Concilio Vaticano II (1962-1965) tuvo un impacto significativo en la orientación y enfoque de la sociedad. Adoptando los principios de aggiornamento (puesta al día) y apertura al mundo moderno, la sociedad se comprometió más profundamente con el diálogo interreligioso, la justicia social y el desarrollo integral de las comunidades.
La teología de la liberación también influyó en sus actividades, especialmente en América Latina y el Caribe, donde los misioneros se involucraron en movimientos que buscaban empoderar a los pobres y marginados.
Uno de los enfoques distintivos de la sociedad ha sido el apoyo al cooperativismo y otras formas de organización comunitaria. En países como Brasil y la República Dominicana, los misioneros de Scarboro ayudaron a establecer cooperativas agrícolas, cooperativas de crédito y otros proyectos de desarrollo económico que empoderaron a las comunidades locales y promovieron la autosuficiencia.
En las últimas décadas (hacia el año 2024), la sociedad ha continuado adaptándose a los cambios en el contexto global y eclesial. Aunque el número de misioneros ha disminuido, la sociedad sigue comprometida con su misión de evangelización y promoción de la justicia social. Su sede en Scarborough ahora también sirve como un centro de recursos para la educación y la formación en temas de misión y justicia social.
Esta historia refleja el compromiso continuo de la Sociedad de las Misiones Extranjeras de Scarboro con la misión evangelizadora de la Iglesia Católica y su adaptación a los desafíos y oportunidades del mundo contemporáneo.

## Vida del padre Luis Quinn

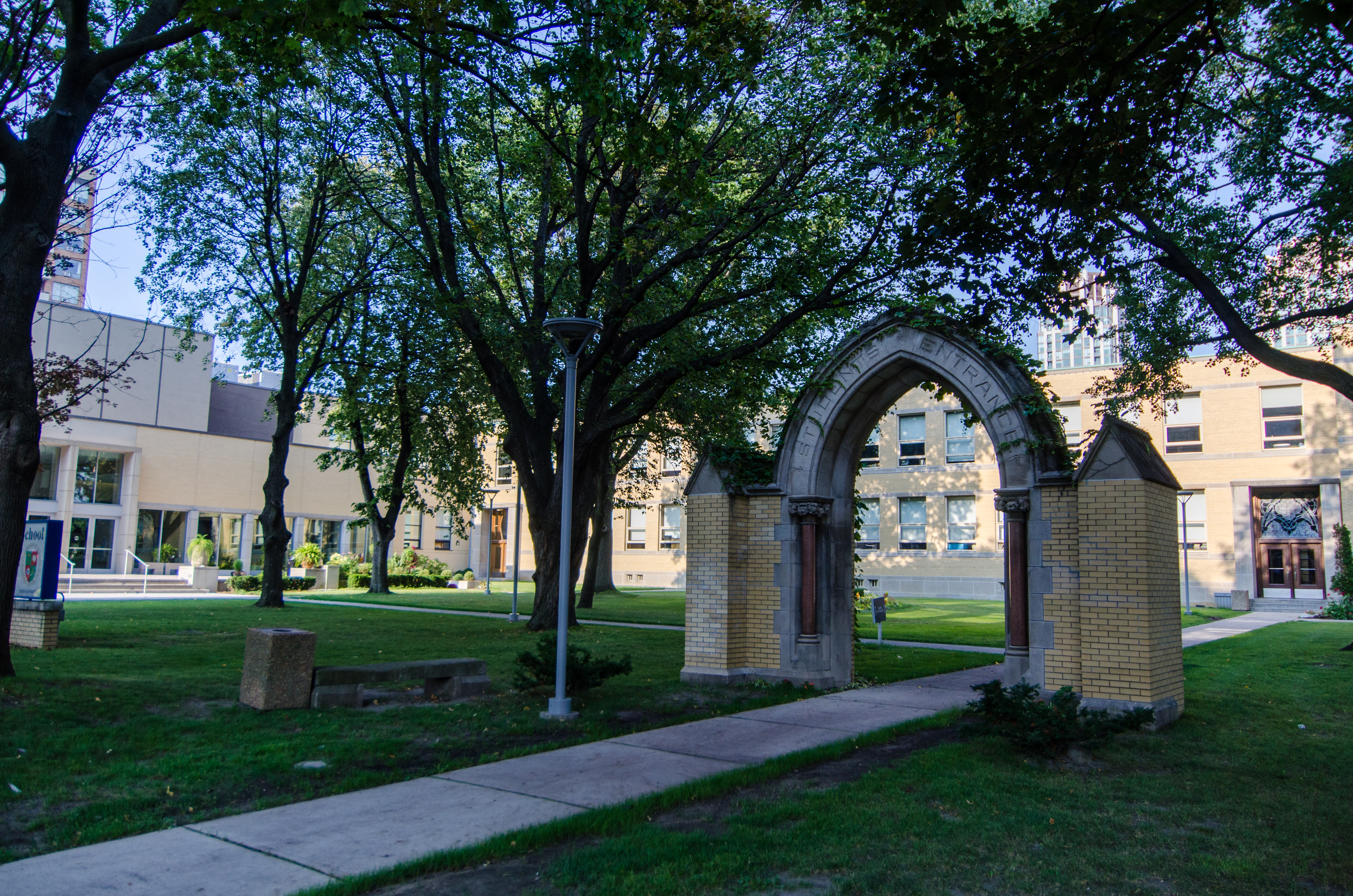
St. Michael's College School en Toronto, Ontario, Canadá

El padre Luis Quinn nació en Newcastle, Inglaterra, el día 12 de enero del año 1928. De niño se mudó a Toronto, Canadá.
En la década de 1929 a 1939, la Gran Depresión afectó gravemente a Canadá con altos niveles de desempleo y dificultades económicas. El gobierno respondió con programas de asistencia social y proyectos de infraestructura para estimular la economía. A medida que la situación económica empeoraba, surgieron nuevos partidos políticos, como la Federación Cooperativa del Commonwealth (CCF), que abogaba por reformas sociales más amplias.
En ese escenario vivió Luis Quinn su niñez hasta la edad de once años. En su adolescencia fue testigo de la intervención de Canadá en la Segunda Guerra Mundial.
La participación de Canadá en la Segunda Guerra Mundial (1939-1945) tuvo un impacto profundo. El país se unió al esfuerzo bélico en 1939, contribuyendo con tropas, materiales y recursos. La guerra estimuló la economía, reduciendo el desempleo y fomentando la industrialización. Además, la experiencia bélica consolidó la identidad nacional y el papel de Canadá en la escena internacional. Después de la guerra, Canadá experimentó un período de prosperidad económica y crecimiento demográfico. El gobierno implementó políticas de bienestar social, incluyendo el desarrollo del sistema de salud y la expansión de la educación pública. Esta era de transformaciones marcó el camino hacia una nación más inclusiva y económicamente robusta, preparada para enfrentar los retos del futuro.
Esas circunstancias ayudan a explicar la propagación de la Sociedad de las Misiones Extranjeras de Scarboro hacia América Latina y el Caribe desde antes de que entrara la década de 1950, así como el apoyo económico, la cooperación y la solidaridad que Canadá ha podido ofrecer a estos nuevos destinos a través de dicha sociedad misionera católica. La llegada de Luis Quinn a República Dominicana y, en gran medida, el apoyo permanente que recibió de los canadienses, probablemente no hubieran sido posibles ni se habrían podido explicar sin la ocurrencia de esas circunstancias históricas.
A la vez que Canadá se industrializaba, Luis Quinn, mientras estudiaba en el St. Michael`s College School, sintió el llamado del sacerdocio misionero. Ingresó en el seminario San Francisco Javier (OFS, por sus siglas en inglés) de los misioneros Scarboro. Fue ordenado sacerdote por el cardenal James McGuigan en diciembre del año 1952, y designado sacerdote misionero en República Dominicana en el año 1953.
Entre los años 1953 y 1965 estuvo asignado como párroco en varias localidades dominicanas. Regresó por un tiempo a Canadá, donde se preparó en liderazgo y desarrollo comunitario, cooperativas y asociaciones de crédito en el Coady International Institute en el condado de Antigonish de la provincia canadiense de Nueva Escocia.
En el año 1965 asumió la dirección de la parroquia San José, de San José de Ocoa (Ocoa), un pueblo de República Dominicana, donde vivió durante los siguientes 42 años, hasta su muerte en el año 2007.
Durante ese tiempo vivió en la "casa parroquial", una casita de madera junto a la parroquia, que había encontrado al llegar al pueblo en 1965, cuyas puertas estuvieron siempre abiertas. Allí el padre Luis recibió, sin excepción, a la innumerable cantidad de personas que pasó a visitarle o a reunirse con él por razones de trabajo: desde los presidentes de República Dominicana hasta el más humilde campesino.

## Muerte

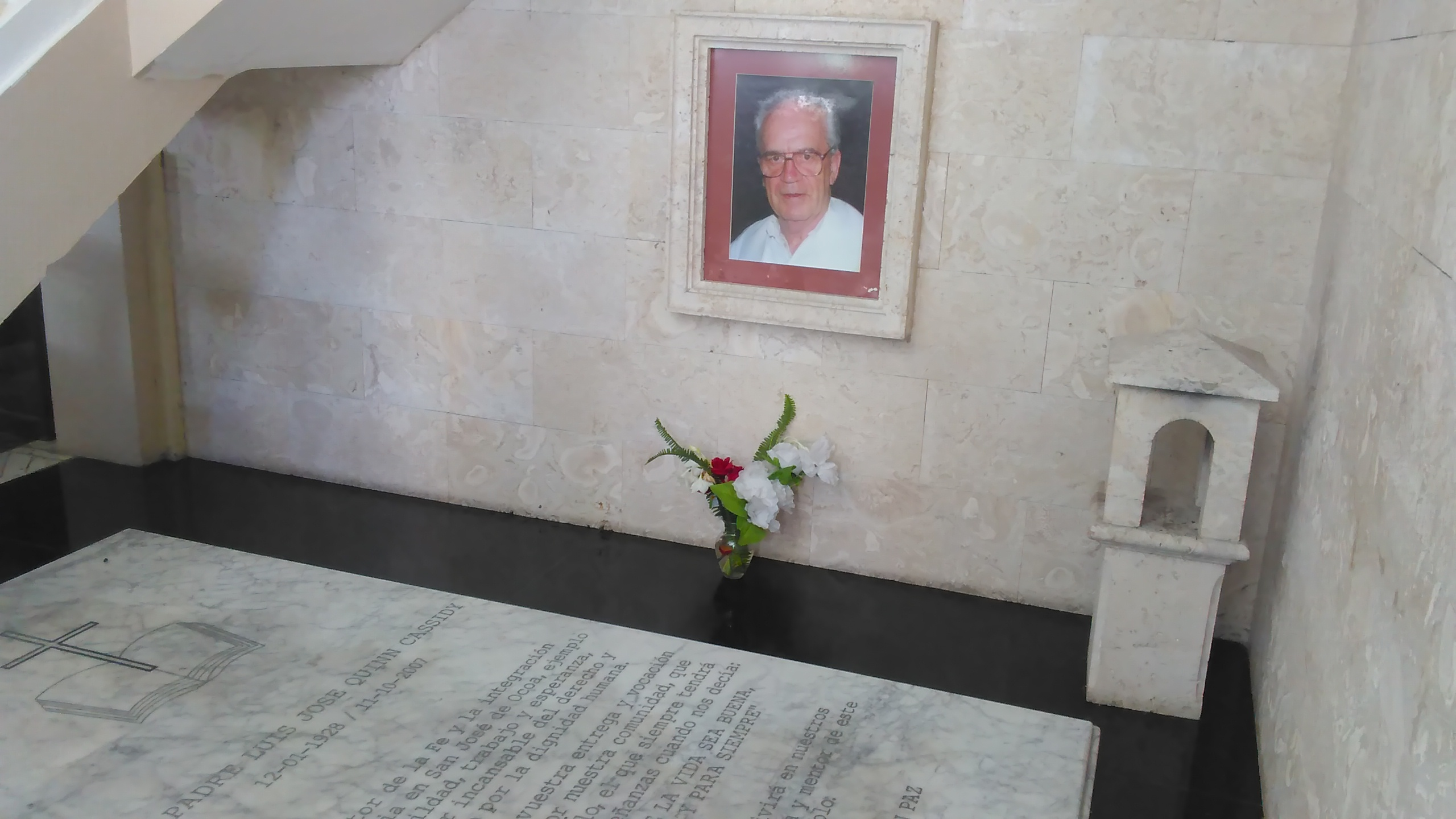
Mausoleo de Luis Quinn, en la parroquia San José, Ocoa, RD.

El padre Luis Quinn murió el jueves 11 de octubre del año 2007, a los 79 años de edad, en Fort Lauderdale, Florida, Estados Unidos de América, después de una cirugía de corazón abierto.
La muerte lo encontró aquejado de múltiples achaques: una dolencia cardíaca por la que ya se había operado a corazón abierto, una dolorosa dolencia en la columna vertebral y el mal de Parkinson que, según bromeaba, era lo que más tenía en común con el papa Juan Pablo II.
Circula la anécdota de que sus últimas palabras, expresadas en español, fueron: "¡Tengo que vivir, amo a mi pueblo!".
Cierta o no esa versión, el padre Jack Lynch, Superior General de las Misiones de Scarboro, que estuvo presente cuando falleció el padre Luis Quinn, relata lo que ocurrió en sus horas finales:
"Lo último que hizo el día de su muerte fue una parte integral de su sacerdocio. Esa mañana, el padre Willy, un irlandés y pastor de la parroquia vecina al hospital donde falleció el padre Lou, llegó a la unidad de cuidados intensivos. El padre Willy le dio la comunión a Lou, lo ungió y luego puso su cabeza sobre el pecho de Lou y le pidió su bendición. Los labios de Lou apenas se movieron mientras pronunciaba las palabras y reunió todas las fuerzas que tenía hasta que su mano alcanzó la frente del padre Willy para bendecirlo. El padre Lou murió esa noche."
En la última revisión que hizo a su testamento en el año 2007, reafirmó su voluntad de que le sirviera de ataúd una caja de pino, como las que los campesinos pobres de República Dominicana utilizan para sepultar a sus muertos. Y que su cuerpo, además, fuese trasladado a Ocoa, "porque ahí es donde pertenezco", dijo, según refiere el padre Lynch. En efecto, sus restos fueron llevados a Ocoa y sepultados en una caja de madera de pino.
El padre Jack Lynch, que acompañó los restos del padre Luis Quinn de Florida a Ocoa, recuerda de la siguiente manera los dos días de las honras fúnebres:
"Se pidió a los carpinteros de una fábrica que Lou había puesto en marcha en Ocoa que fabricaran el ataúd. Debía ser una sencilla caja de pino como la que utilizaban los pobres de la zona. A unos pocos kilómetros de la ciudad, un camión de plataforma cargado de flores esperaba junto con varios cientos de personas. El ataúd fue sacado del coche fúnebre y colocado en la parte trasera del camión para la procesión hacia la ciudad.
Este evento fue uno de los más emotivos en los que he participado. Yo estaba directamente detrás del camión y durante las siguientes tres horas, entre 20 y 25.000 personas se alinearon en las calles. Muchos, como Zaqueo, habían trepado a los árboles para tener una mejor vista. Muchos se sentaron en los tejados con velas en sus manos. Otros sostenían fotos y carteles hechos a mano expresando su afecto. Todos los negocios de la ciudad habían estado cerrados durante cinco días en señal de luto. Vi y experimenté el amor y el afecto que la gente tenía por el Padre Lou en las lágrimas de hombres, mujeres y niños."
Con motivo de su entierro, el presidente dominicano en ese momento, Leonel Fernández Reyna, aprobó el Decreto 588-07 declarando Día de Duelo Oficial en República Dominicana la fecha del 18 de octubre del año 2007.
Durante dos días, alrededor de 25.000 personas pasaron delante de su ataúd para decirle adiós, velar sus restos y rezar por él, desde las más humildes familias de las montañas de Ocoa, hasta los senadores y diputados, el presidente de la República y los jueces de la Suprema Corte de Justicia, el nuncio papal y representantes del gobierno de Canadá en República Dominicana.
La misa funeral fue celebrada conjuntamente por el obispo Freddy Bretón y el padre Jack Lynch, superior general de los Misioneros Scarboro. El 19 de octubre fue sepultado en el templo parroquial de San José de Ocoa.

## Obra

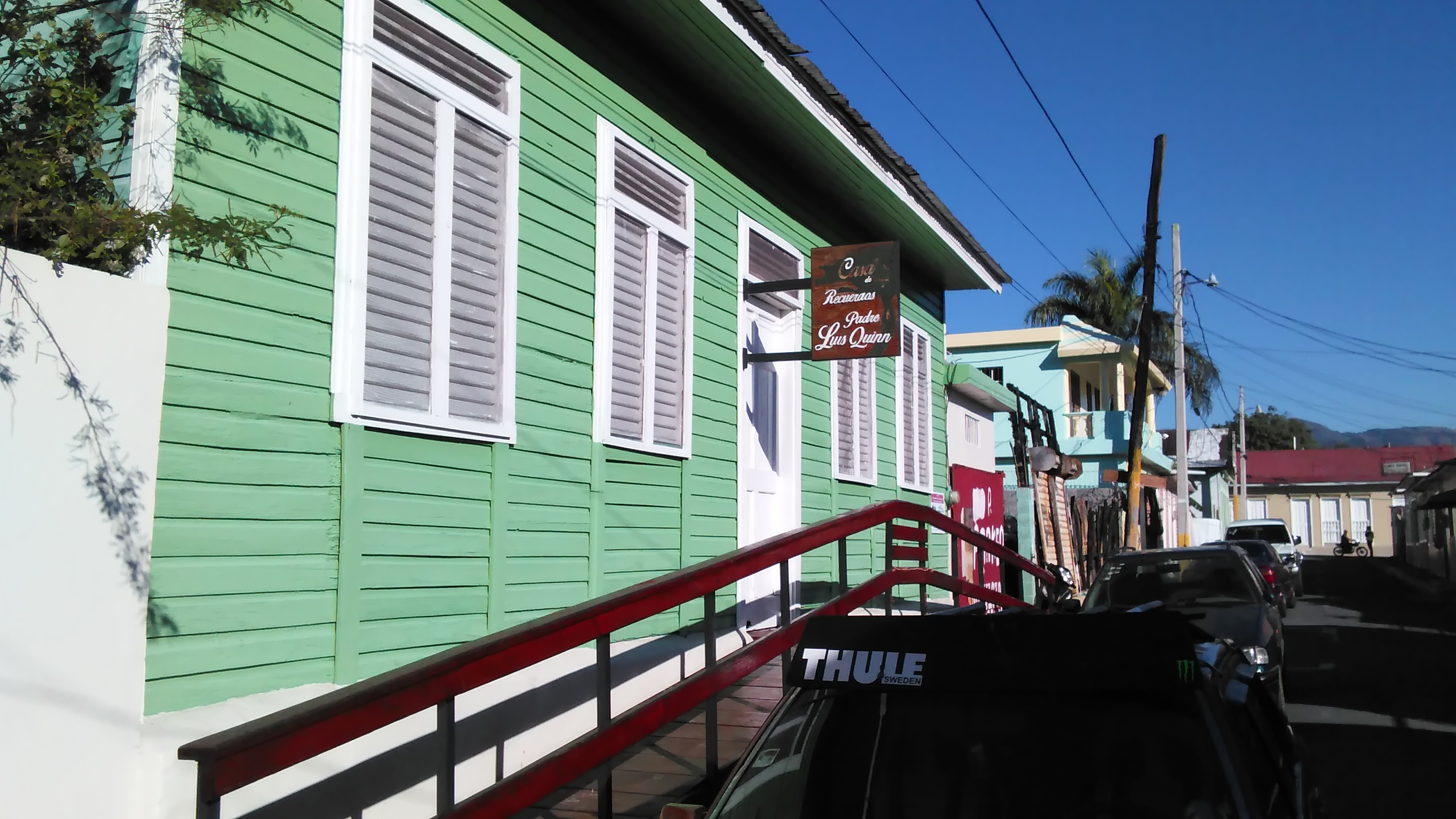
Museo Padre Luis Quinn, San José de Ocoa, RD.

En los 42 años que vivió en San José de Ocoa, el padre Luis Quinn organizó, dirigió y fue el responsable de las siguientes iniciativas, entre muchas otras:
1. Construcción de acueductos.[18]
2. Colocación de sistemas de potabilización de agua.[18]
3. Instalación de piscifactorías.[18]
4. Creación de apiarios.[18]
5. Instalación de invernaderos.[18]
6. Construcción y pavimentación de 600 kilómetros de carreteras.
7. Instalación de 60 kilómetros de sistemas de riego
8. Construcción de caminos vecinales.[19]
9. Construcción de 2000 viviendas.[18][19]
10. Reparación de otras 7000 viviendas.
11. Plantación de 13 millones de árboles para la reforestación,[18] incluyendo la plantación de árboles frutales en 126 mil tareas de tierra.[18]
12. Conservación de suelos extendida a 220 mil tareas de tierra.[18]
13. Producción de alimentos orgánicos en ocho mil tareas de tierra.[18]
14. Construcción de 69 escuelas.[18][19]
15. Construcción de 11 establecimientos sanitarios (clínicas).[18][19]
16. Construcción de 13 centros comunitarios.
17. Diseño y construcción de letrinas.[18]
18. Excavación de pozos de agua.
19. Construcción y puesta en marcha de estaciones hidroeléctricas de pequeño y mediano tamaño.
20. Electrificación de zonas rurales.[18]
21. Construcción de centros artesanales.[19]
22. Conclusión de innumerables proyectos educativos para adultos, niños y jóvenes en alfabetización, economía doméstica, carpintería, artesanía, joyería, confección textil y otras habilidades técnicas.[18]
23. Organización de cooperativas entre los campesinos.
24. Organización de ferias agropecuarias para la exhibición y venta de los productos agropecuarios ocoeños.
25. Conclusión de programas de prevención y erradicación del trabajo infantil en 40 comunidades rurales con 4090 niños prevenidos y 2365 niños retirados del trabajo infantil e insertados en la educación formal.[18]
26. Terminación de programas de entrenamiento de maestros.[18]
27. Conclusión de programas de preparación de técnicos y especialistas en diversas áreas que luego ponían en práctica esos conocimientos en los proyectos comunitarios y en las actividades productivas de San José de Ocoa.
28. Apoyo de emprendimientos económicos individuales y colectivos que ayudaron a dinamizar la economía ocoeña.
29. Jornadas de atención médica.
30. Apoyo a las artes y la cultura.[20]

## La Junta
Para llevar a cabo su labor, el padre Luis Quinn dirigió la Asociación para el Desarrollo de San José de Ocoa (ADESJO), llamada "la Junta", una organización sin fines de lucro a través de la cual canalizó el trabajo de más de 20.000 voluntarios, en primer lugar los propios lugañeros de cada comunidad donde se ejecutaron los proyectos. A estos se sumaban profesionales, obreros, técnicos, voluntarios de comunidades vecinas, estudiantes y voluntarios extranjeros (en especial canadienses) que viajaban a República Dominicana con el fin de tenderles una mano a los ocoeños.
La Asociación para el Desarrollo de San José de Ocoa (ADESJO) es una organización sin fines de lucro que ha desempeñado un papel crucial en el desarrollo comunitario de la provincia de San José de Ocoa en la República Dominicana. Fundada en 1962, ADESJO ha sido una fuerza impulsora en la transformación de esta región rural, y gran parte de su éxito se debe al liderazgo y la visión del padre Luis Quinn.
ADESJO fue fundada con el objetivo de mejorar la calidad de vida de los habitantes de San José de Ocoa a través de proyectos comunitarios sostenibles. Desde sus inicios, la asociación se ha centrado en abordar las necesidades básicas de la comunidad, incluyendo la construcción de infraestructuras, la provisión de servicios básicos y el fomento del desarrollo económico local.
Casi desde su llegada a San José de Ocoa en 1965, el padre Luis Quinn se convirtió en una figura central de ADESJO. Con su formación en liderazgo, cooperativismo y desarrollo comunitario, Quinn aplicó sus conocimientos y habilidades para transformar la región.
El padre Quinn promovió una cultura de "ayuda mutua y esfuerzo propio", fomentando la participación activa de la comunidad en la resolución de sus propios problemas. Este enfoque participativo se convirtió en un sello distintivo de ADESJO, empoderando a los habitantes locales y creando un sentido de propiedad y responsabilidad hacia los proyectos implementados.
El legado del padre Luis Quinn sigue vivo en San José de Ocoa a través de ADESJO y otras organizaciones que continúan su trabajo. La fundación ha sido fundamental en la creación de una comunidad más resiliente y autosuficiente, capaz de enfrentar los desafíos económicos y ambientales. La visión del padre Quinn de un desarrollo sostenible y participativo ha dejado una marca indeleble en la región.

## Voluntariado
El auxilio del voluntariado constituyó una clave importante del servicio de Luis Quinn.
Año tras año, Ocoa acogía voluntarios de diversas partes del mundo. Generalmente llegaban en grupos de jóvenes, adultos o profesionales, pero también solían aparecer solos o en familias. Se quedaban por unos días o durante semanas, se integraban en trabajos específicos y luego se iban.
La mayoría de los voluntarios procedían de Canada, no solamente de la población anglófona; la provincia de Quebec mantuvo lazos permanentes de solidaridad con el pueblo ocoeño a través del padre Luis.
Los estudiantes de Polyvalente Deux-Montagnes eran voluntarios asiduos en las montañas ocoeñas. Otros que también acudían eran los estudiantes del programa DREAMS de la escuela secundaria católica St. Mary en Hamilton, además del programa CLIP de Hamilton, Ontario, Canadá, así como los estudiantes de la escuela secundaria católica St. Joseph de Cornwall, Ontario, Canadá.
También era constante e flujo de voluntarios de Japón y otros países.
La tradición del voluntariado siguió adelante después de la muerte del padre Luis.

## La comunidad
A los voluntarios extranjeros se sumaron decenas de miles de campesinos de las zonas rurales beneficiarias, jóvenes voluntarios de los grupos de jóvenes de la parroquia de Ocoa, las hermanas Hospitalarias de San José, otros sacerdotes misiones de la orden Scarboro, catequistas, técnicos contratados para proyectos específicos, organismos internacionales y el personal de "la Junta".
Las razones que convierten el trabajo del padre Luis en una hazaña pueden explicarse por el hecho de que muchas veces tuvo que trabajar con escaso o ningún recurso económico.
En ocasiones, sus proyectos se iniciaban sin recursos y se concluían por la combinación de la creatividad y del aprovechamiento del voluntariado y de las donaciones de personas y colectivos canadienses.
Con el tiempo, sus esfuerzos concitaron el apoyo de organismos internacionales, como la GTZ de Alemania, la Canadian International Development Agency (CIDA), la Unión Europea, la Agencia de Estados Unidos para el Desarrollo Internacional (USAID) y el Banco Interamericano de Desarrollo, entre otros, que llegaron a financiar muchos de sus proyectos.
Para un pueblo eminentemente rural, como Ocoa, de un país pobre como República Dominicana, su obra y su legado son invaluables.
El padre Luis combinaba el duro trabajo cotidiano con su misión pastoral; además de estar a cargo de la parroquia, debía oficiar liturgias en localidades rurales del pueblo de Ocoa.
Su energía, carisma y dedicación a las personas y al trabajo eran admirados por cuantos le conocieron, y en el imaginario popular llegaron a adquirir connotaciones míticas que suscitaron leyendas y anécdotas, unas más verificables que otras, acerca de un hombre incansable, de fuerza sobrehumana, a quien, por eso, muchas personas bautizaron con el nombre de "Guayacán".
Durante muchos años, el padre Luis puso al servicio de la comunidad una increíble fuerza física y una gran determinación. No solo podía ensamblar una excavadora, sino que a menudo él mismo conducía los aparatos mecánicos pesados que se utilizaban en los trabajos que dirigía.
Sus homilías eran emotivas e inspiradoras: invitaba al trabajo honrado y sacrificado, al desprendimiento material, a la solidaridad, a la justicia y, en general, "al amor y la esperanza" y a "los caminos de la paz". Y predicaba con su ejemplo.
Era un líder religioso y comunitario, que antes prefería estar al lado de los más pobres que de los más ricos. El resultado es que durante su vida llegó a gozar de la admiración, cariño y respeto de la sociedad ocoeña: ricos y pobres por igual.
Se convirtió en un árbitro imparcial y objetivo en quien buscaban apoyo los grupos locales económicos, políticos y sociales. El respeto y agradecimiento hacia su persona era compartido por católicos y evangélicos, creyentes, no creyentes y agnósticos. Era imposible asociarlo únicamente a la religión católica de la que él era ministro, o a una ideología específica, porque su humildad y sensibilidad humana, y el profundo amor que sentía por su pueblo, lo habían colocado por encima de cualesquiera intereses que no fueran los de los pobres y campesinos que defendió hasta su muerte.

## Trabajo pastoral
Después del trabajo duro en el campo, el padre Luis regresaba al pueblo al atardecer para oficiar las misas. Durante la semana oficiaba misas en distintas comunidades rurales, y en el pueblo lo hacía cada noche y los domingos en la mañana. Los domingos en la mañana, después de la misa en el pueblo de Ocoa, también las celebraba en varios campos.
A veces, en esas misas, así como en ocasiones especiales, el padre Luis, que se había graduado del coro de la Escuela St. Michael en Toronto, Ontario, Canadá, y que "cantaba con un suave barítono", tocaba la guitarra para entonar canciones plañideras, como lo hacía cuando moría alguno de tantos seres queridos.
Una de sus canciones favoritas era "Yo volveré a cantar", que escuchamos en su voz en este video del grupo musical Padre Luis Quinn.

## Reconocimientos
"¡Ofrézcome!", hubiera exclamado seguramente el padre Luis, como extrañado de sí mismo, si le hubiéramos leído el listado de reconocimientos contenido en este capítulo. Quizá ni siquiera hubiera tenido en cuenta que aquí solo se enumeran algunos de los más importantes. Es que, como dice el padre Jack Linch, ante tanto reconocimiento, el padre Quinn no se mostró más que lo suficientemente agradecido, y siempre amable y humilde".
En el año 1984, un día 27 de junio, el Ayuntamiento Municipal de San José de Ocoa declaró a Luis Quinn Hijo Adoptivo de dicho municipio. Para entonces el sacerdote llevaba 19 años en el pueblo y su prestigio, que había trascendido la frontera dominicana, no dejaría de crecer.
El padre Quinn fue distinguido con el Premio Clarence H. Moore 1991. El premio lo otorgan en conjunto la Fundación Panamericana de la Salud y Educación (PAHEF) y la Organización Panamericana de la Salud (OPS). La entrega se materializó en mayo del año 1992.
Quinn fue reconocido también con la Orden de Canadá en el grado de Miembro (CM), honor que se le concedió el día 19 de octubre del año 1994 y del que fue investido el día 1 de marzo del año 1995. Este es el máximo reconocimiento del pueblo canadiense a sus ciudadanos.
El Papa Juan Pablo II condecoró al padre Luis Quinn con la Medalla Pro Ecclesia et Pontifice del día 10 de diciembre del año 2004. Esta distinción incluyó al sacerdote domínico-canadiense en el reducido grupo de personas que la han recibido desde su creación por el Papa León XIII el día 17 de julio del año 1888.
El día 24 de enero del año 2001, el entonces presidente de República Dominicana, Hipólito Mejía Domínguez, honró al padre Luis Quinn con la condecoración de la Orden del Mérito de Duarte, Sánchez y Mella en el grado de Comendador, la cual constituye el máximo reconocimiento del Estado dominicano a una persona.
El padre Luis recibió también la distinción de "Padre Protector de la Provincia San José de Ocoa", el día 19 de noviembre del año 2002, reconocimiento que el Senado de República Dominicana le otorgó con motivo de la conversión de Ocoa en provincia (antes era municipio), gracias en parte al trabajo de desarrollo del padre Luis. Años antes, el día 8 de julio del año 1999, la Cámara de Diputados de República Dominicana había expedido un reconocimiento al padre Quinn por su trabajo.
Además recibió la Cruz Suprema del Vaticano en el año 2005.Ese mismo año fue nominado al Right Livelihood Award, conocido como el "Premio Nobel Alternativo".
El día 5 de marzo del año 1987, el padre Luis Quinn fue distinguido con el Premio APEC de Filantropía Doctor Heriberto Pieter 1987.
Mediante Resolución 2005-248 del día 25 de agosto del año 2005, la Universidad Autónoma de Santo Domingo otorgó la padre Luis Quinn el título de Profesor Honorario de la Facultad de Humanidades de esa universidad.
Después de su muerte se han bautizado con su nombre algunas obras públicas y proyectos de iniciativa privada.

## Parque Nacional Padre Luis Quinn
Mediante el Decreto 571-09, durante el tercer período de gobierno del presidente Leonel Fernández Reyna, se creó el Parque Nacional Luis Quinn, establecido en la Cordillera Central, la región montañosa donde se localiza San José de Ocoa.
El parque tiene una extensión de 197.28 kilómetros cuadrado. Contiene la loma La Tachuela, que con 1545 metros de altura es la más alta del extremo oriental de la Cordillera Central.
En el parque Nacional Luis Quinn nacen el río Baní y el arroyo Jigüey, y están ubicadas las presas de Jigüey y Aguacate en el río Nizao.
De acuerdo con el párrafo I del artículo 10 del Decreto 571-09, el Parque Nacional Luis Quinn se destina "al uso público, al desarrollo del ecoturismo y la investigación científica, entre otras actividades" que se pueden realizar en esta área rica en recursos naturales, "entre los que se encuentran múltiples saltos, manantiales, cursos de agua embalses, manaclares, bosques ribereños" y "una gran diversidad florística y faunística".

### Escuela de Nizao-Las Auyamas
En octubre del año 2008, la escuela de educación básica del distrito municipal Nizao-Las Auyamas fue bautizada con el nombre de Padre Luis José Quinn.

### Huellas de Luis
En mayo del año 2012, el grupo musical Padre Luis Quinn, bautizado con ese nombre en memoria del sacerdote, lanzó la producción musical "Huellas de Luis."